# Клод-Ламораль II де Линь
Клод-Ламораль II де Линь (фр. Claude Lamoral II de Ligne; 5 июля 1685 — 7 апреля 1766) — 6-й принц де Линь, князь д'Амблиз и Священной Римской империи, гранд Испании 1-го класса, государственный деятель Австрийских Нидерландов.

## Биография
Второй сын принца Анри-Луи-Эрнеста де Линя и Хуаны Моники де Арагон-и-Бенавидес.
Маркиз де Рубе и де Дорман, граф де Фокамберг, барон де Вершен, Белёй, Антуан, Сизуан, Виллер, Силли и Эрзель, суверен Фаньёля, сеньор де Бодур, Валинкур, и прочее, первый бер Фландрии, пэр, сенешаль и маршал Эно.
Участвовал в войне за Испанское наследство и австро-турецкой войне, командовал валлонским пехотным полком своего имени на императорской службе. 27 мая 1717 произведен в генерал-фельдвахтмейстеры. Отличился при взятии Белграда.
В марте 1718 как один из шести почетных военных советников вошел в состав Государственного совета регентства Австрийских Нидерландов, в котором оставался до восстановления Коллатеральных советов в 1725 году.
В 1719 году от имени Карла VI принимал присягу магистратов Западной Фландрии и Турнези, перешедших к императору согласно Барьерному трактату. 11 февраля 1720 торжественно вступил в Ипр, где на следующий день состоялась церемония, а 28-го прибыл в Турне. Аналогичные миссии выполнил для Марии Терезии, объявившей себя государыней Турнези в 1741 году, а Ипра и Западной Фландрии в 1749-м.
23 ноября 1721 был пожалован императором в рыцари ордена Золотого руна, орденскую цепь получил в Вестерло, под Брюсселем, 24 марта 1722.
23 октября 1733 произведен в генерал-фельдмаршал-лейтенанты.
8 мая 1736 стал действительным членом Тайного совета, 7 января 1744 был произведен в генерал-фельдцейхмейстеры, 21 октября 1751 в генерал-фельдмаршалы.
В ходе войны за Испанское наследство и по ее окончании Клод-Ламораль вел спор из-за владений с Луи II де Мелёном, принцем д'Эпинуа. В 1708 году, после взятия Лилля, Генеральные штаты передали принцу сеньорию Антуэн, шателению Лилля и сеньорию Рубе, но по условиям Утрехтского мира Лилль вернулся к французам. Для разрешения спора о прочих владениях император и король Франции назначили арбитрами кардинала Рогана и герцога Аренберга, которые присудили Антуэн де Линю, а остальные земли сеньории Рубе отдали Мелёну.
Относительно характера принца Альфонс Ваутерс пишет, что он соединял большое душевное благородство с любовью к великому и прекрасному. Клод-Ламораль потратил миллионы для украшения Белёя и устраивал празднества с королевским размахом. Именно ему дворец обязан своей почти полной перестройкой и созданием обширного парка с громадными аллеями, достойного монарха. В 1761 году на берегу обширной заводи, напротив главного дворцового фасада был воздвигнут колоссальный Нептун с наядой и тритоном, работы Анриона.
О характере принца также свидетельствует переписка, которую он вел с Фридрихом II в тяжелый для Австрии период войны за наследство. Король Пруссии, выступивший против Марии Терезии, и 31 августа 1741 вторгшийся в Силезию, пытался добиться перехода де Линя на свою службу, угрожая конфисковать землю Вахтендонк, находившуюся в прусском Гелдерне. Клод-Ламораль вежливо отказался, сославшись на то, что означенной землей владеет его сын, при котором он сам состоит всего лишь опекуном. Тогда Фридрих предложил перейти на прусскую службу тому из сыновей принца, который унаследует спорную землю, на что получил гордый ответ:

Принц де Линь признателен, превыше всяких выражений за благородные предложения Его Прусского Величества. Его преданность своим старинным господам не позволяет ему ничего принять для своего единственного шестилетнего сына. Кроме того, земля Вахтендонк является частью владения, в котором он лишь замещает своего наследника. Дом принца де Линя имеет обыкновение приносить величайшие жертвы августейшему Австрийскому дому, в виду ненарушимой верности его предков, проявленной в течение почти трех столетий, и полностью подтверждавшейся во все времена. В нидерландских волнениях и переворотах он мог похвалиться тем, что едва ли не единственный не менял своей позиции, даже когда французы в войнах 1667 и 1700 годов, чтобы притянуть к себе семьи, сжигали и рзрушали все, его принцы всегда оставались неколебимы.
Если же Вашему Прусскому Величеству будет угодно захватить город и землю Вахтендонк, принц де Линь, потеряв свое имущество, льстит себя надеждой быть достойным уважения столь великого короля, что для него более престижно и славно, чем приобретение любых владений, и таким образом удостоиться, при случае, кролевской протекции— Wauters A. Ligne (les de), col. 140
.
Луи-Проспер Гашар выражал сомнение по поводу стилистики этого послания, но известно, что Мария Терезия в депеше от 10 февраля 1742 отметила «похвальную ревность, совершенную преданность и неколебимую верность принца».
По распоржению принца Де Л'Аверди опубликовал важное сочинение под названием Mémoire pour établir en faveur des princes de Ligne le droit de succéder aux états de Lorraine et de Bar, supposé que la lignée directe de Son Altesse Royale duc de Lorraine, du serenissime prince Charles, son frère, et des sérénissimes princesses, leurs sœurs, vienne à manquer, pour prouver que le même ordre de succession doit être accordé par rapport au grand-duché de Toscane, qui par le traité de paix est subrogé aux états de Lorraine et de Bar (P.: Charles Osmont, 1739; in-4°), доказывавшее, что дом де Линь, имевший права наследования герцогств Лотарингии и Бара, распространяет эти права на Тоскану, которую герцог Франциск Стефан получил в обмен на свои родовые владения.

## Семья
Жена (17.04.1721): вильд- и рейнграфиня Элизабет Александрина Карлотта цу Зальм-Зальм (20.07.1704—27.12.1739), дочь князя Людвига Отто фон Зальма, вильдграфа цу Даун и Кирбург, рейнграфа цу Штейн и Альбертины Иоганны Катарины Франциски фон Нассау-Хадамар
Дети:
- Анри-Эрнест (12.1721—08.1722)
- Мари-Луиза-Элизабет (17.02.1728—26.01.1784), канонисса в Ремирмоне и графиня де Ремирмон (1748)
- Мари-Жозефа (23.05.1730—2.01.1783), канонисса в Эссене
- принц Шарль-Жозеф-Ламораль (23.05.1735—13.12.1814). Жена (6.08.1755): принцесса Франциска Ксавьера фон унд цу Лихтенштейн (27.11.1739—17.05.1821), дама ордена Звездного креста, дочь принца Эммануэля Йозефа Иоганна фон унд цу Лихтенштейн и Марии Антонии фон Дитрихштейн-Вейхсельштадт